# 伝達 (生理学)

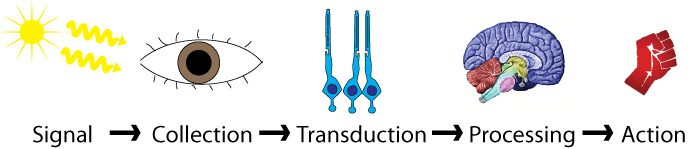
感覚処理の主なステップ。1. Signal: 信号 2. Collection: 収集 3. Transduction: 伝達 4. Processing: 処理 5. Action: 応答

生理学において、伝達（でんたつ、 Transduction）とは、感覚受容器によって到達した刺激が活動電位に変換される過程を指す。この過程は、刺激が感覚受容器の膜電位を変化させることから始まる。
感覚受容器は、刺激のエネルギーを電気信号に変換する。受容器は大きく2つのカテゴリーに分類される。外部からの感覚刺激を受け取る外受容器と、内部の感覚刺激を受け取る内受容器である。

## 感覚器における伝達

### 視覚
視覚では、網膜にある桿体細胞と錐体細胞と呼ばれる感覚細胞が、光シグナルの物理的エネルギーを脳へと伝わる活動電位に変換する。光はロドプシンと呼ばれるタンパク質に構造変化を引き起こす。この構造変化が分子カスケードを誘発し、結果として光受容体の電気化学的勾配を減少させる。この電気化学的勾配の減少が、脳へ送られる電気信号の減少を引き起こす。したがって、この例では、より多くの光が光受容体に当たるほど、信号はより少ない活動電位へと変換され、その刺激が効果的に脳に伝達される。神経伝達物質の放出量の変化は、セカンドメッセンジャー系を介して媒介される。神経伝達物質の放出量の変化は主に桿体細胞によるものであり、光強度の変化に対する桿体細胞の応答は、（神経系に関連するプロセスとしては）比較的とても遅い。

### 聴覚系
聴覚では、音の振動（機械的エネルギー）が内耳の有毛細胞によって活動電位に変換される。物体の振動が音として空気分子の振動を引き起こし、それが鼓膜を振動させる。鼓膜の動きが中耳の耳小骨を振動させる。これらの振動は、聴覚器官である蝸牛へと伝わる。蝸牛内部では、コルチ器の感覚上皮にある有毛細胞が曲がり、基底板の動きを引き起こす。基底板は音の周波数に応じて異なる大きさの波で揺れ動く。有毛細胞は、この動き（機械的エネルギー）を電気信号（段階的受容体電位）に変換し、その信号が聴神経を通って脳の聴覚中枢へと伝わる

### 嗅覚
嗅覚では、鼻腔の粘液中の臭気分子が嗅細胞上のGタンパク質共役受容体である嗅覚受容体に結合する。Gタンパク質は下流のシグナル伝達カスケードを活性化させ、サイクリックAMP（cAMP）のレベルを上昇させる。これが引き金となり、神経伝達物質が放出される。

### 味覚
味覚では、五味（甘味、塩味、酸味、苦味、うま味）の知覚は、味覚受容細胞、Gタンパク質、イオンチャネル、およびエフェクター酵素を介した経路に依存している

### 体性感覚
体性感覚における感覚の伝達では、主として圧力、皮膚の圧迫、伸展、振動といった機械的信号を、メカノトランスダクション（機械刺激伝達）の過程を経て活動電位に変換する。また、温度覚や侵害受容に関連する感覚の伝達も含まれる。